# JB en ATV
JB en ATV es un programa de televisión peruano de comedia, imitación y parodias de celebridades tanto locales como internacionales. Fue estrenado el 13 de febrero de 2021.

## Elenco

### Principales
- Jorge Benavides «JB»
- Alfredo Benavides
- Martín Farfán
- Walter «Cachito» Ramírez
- Danny Rosales
- Gabriela Serpa
- Joao Castillo
- Kille Gonzáles «Pepino»
- Cinthya Guerrero
- Percy Diestra
- Milechi Fer  «La Milechi»

### Anteriores
- Carlos Vílchez (2021-2022)
- Kiwi (2022-2023)
- Dayanita (2021-2023)/(2024-2025)
- Topito (2024)
- Carolain Cawen «Churro Crudo» (2021-2022)
- Edith Santos (2023-2024)
- Marco Estéfano «Lucky» (2022-2023)
- Enrique Espejo (2021-2025)
- Fátima Segovia «la Chuecona» (2021)
- Jose Luis Rios "Chikiplum" (2024)
- Mayulis del Valle "Pashi Pashi" (2023-2024)

### Invitados especiales
- Chino Risas, el Mostrito de la Risa y su elenco
- Carlos Álvarez
- Lucecita Ceballos
- Kike Suero
- Flor Pileña
- Cindy Marino
- Janick Maceta
- Andrés Hurtado
- Varo Vargas
- Aída Martínez
- Marina Gold
- Karina Rivera
- Ricardo Bonilla
- Mariella Zanetti
- Lucy Bacigalupo
- Arturo Álvarez

## Sketchpopulares
Semana tras semana, JB en ATV va creando nuevas escenas dentro de su programación. Algunos de ellos fueron sketch conyunturales a causa de hechos nacionales o internacionales, y otros fueron sketch de toda la vida y por supuesto los más solicitados por el público peruano.
- Casting en vivo
- Mascaly TV, la merfi (parodia de Magaly TV La Firme)
- El Negro Mama
- El niño Arturito
- Kenji y Erika (parodia de Kenji y Keiko Fujimori)
- Yo si soy (parodia de Yo Soy)
- Ambrea (parodia de Andrea)
- Richi Swing (parodia de Richard Cisneros)
- Luis Miguel (parodia de Luis Miguel)
- Lisuratas (parodia de Abugatas)
- Aprendo en mi jato (parodia de Aprendo en casa)
- Trampolín a la champa (parodia de Trampolín a la fama)
- El "hermanón" Ricardo Belmonte (parodia de Ricardo Belmont)
- El gran chifa (parodia de El gran chef famosos,[2] criticado por recurrir al doble sentido)[3]
- El cine 4D
- La escuelita
- La jugada polémica
- El valor de la verdura (parodia de El valor de la verdad)

## Producción
Aunque oficialmente JB informó que Latina Televisión no renovó contrato para una nueva edición de su antiguo programa; periódicos como Correo, Trome y Expreso, en columnas periodísticas, informaron sobre una posible censura de un sketch que parodiaba al entonces presidente Francisco Sagasti. Benavides informó que no hubo censura, pero si admitió que la misma empresa le dijo que no lo emitiría «por la situación y coyuntura» en referencia a la pandemia de COVID-19.
Para este programa todos los artistas que trabajaban junto a JB en El wasap de JB continúan.
Al igual que en El wasap de JB, el programa aborda diversos temas de la actualidad, como la política en el país, personajes de la farándula nacional e internacional, y mucho más. Este incluye a parodias de Tony Succar, Pedro Castillo y Dina Boluarte. El periodista Marco Sifuentes señaló que el programa no busca la sátira política y que suele hacer parodias sin generar malestar entre los intereses de la coalición conservadora radicada en el Congreso de la República.

## Premios y nominaciones
| Año  | Premio        | Categoría                         | Nominación a | Resultado | Ref.   |
| ---- | ------------- | --------------------------------- | ------------ | --------- | ------ |
| 2024 | Premios Luces | Mejor programa de entretenimiento | JB en ATV    | Nominado  | [ 15 ] |